# Episodi di Matt Helm
L'unica stagione della serie televisiva Matt Helm  è andata in onda negli Stati Uniti d'America dal 20 settembre 1975 al 3 gennaio 1976 sulla ABC. La serie era stata anticipata da un episodio-pilota omonimo andato in onda il 7 maggio 1975.
In Italia la serie è stata trasmessa da Rai 2 dall'8 dicembre 1977 al 2 marzo 1978. L'episodio-pilota è invece inedito.
| nº | Titolo originale         | Titolo italiano          | Prima TV USA      | Prima TV Italia  |
| -- | ------------------------ | ------------------------ | ----------------- | ---------------- |
| -  | Matt Helm                |                          | 7 maggio 1975     |                  |
| 1  | Dead Men Talk            | Anche i cadaveri parlano | 20 settembre 1975 | 8 dicembre 1977  |
| 2  | Now I Lay Me Down to Die | L'eredità                | 27 settembre 1975 | 15 dicembre 1977 |
| 3  | Scavenger's Paradise     | Il mistero di Althea     | 11 ottobre 1975   | 22 dicembre 1977 |
| 4  | The Game of the Century  | La partita del secolo    | 18 ottobre 1975   | 29 dicembre 1977 |
| 5  | Murder on Ice            | Caccia ai diamanti       | 25 ottobre 1975   | 5 gennaio 1978   |
| 6  | Squeeze Play             | Morte di una spia        | 1º novembre 1975  | 12 gennaio 1978  |
| 7  | Deadly Breed             | Simba                    | 8 novembre 1975   | 19 gennaio 1978  |
| 8  | Death Rods               | A pesca di Grunion       | 15 novembre 1975  | 26 gennaio 1978  |
| 9  | Double Jeopardy          | Doppio gioco             | 22 novembre 1975  | 2 febbraio 1978  |
| 10 | Think Murder             | Fondazione Rollins       | 6 dicembre 1975   | 9 febbraio 1978  |
| 11 | Murder on the Run        | Un ranch per Nancy       | 13 dicembre 1975  | 16 febbraio 1978 |
| 12 | Panic                    | Prognosi: omicidio       | 27 dicembre 1975  | 23 febbraio 1978 |
| 13 | Die Once, Die Twice      | Una difesa per Hellen    | 3 gennaio 1976    | 2 marzo 1978     |